# Mercedes-Benz Classe SLK
A Classe SLK é um roadster compacto da Mercedes, sua sigla significa sportlich, leicht, kurz (esportivo, leve, compacto), está abaixo da linha Classe SL.

## Versões
Atualmente é vendido nas seguintes versões:
- SLK 200 Kompressor
- SLK 180 Kompressor
- SLK 280
- SLK 350
- SLK 55 AMG
- SLK 250
- SLK 320
- SLK 200

## Galeria
- Primeira geração (1996-2004)
- Segunda geração (2004-2010)
- Terceira geração (2011-2020)